# Banyuwangi (Cibitung)
Banyuwangi is een bestuurslaag in het regentschap Sukabumi van de provincie West-Java, Indonesië. Banyuwangi telt 2517 inwoners (volkstelling 2010).